# La Pola de Gordón
La Pola de Gordón è un comune spagnolo di 4 719 abitanti situato nella comunità autonoma di Castiglia e León.